# Haviland

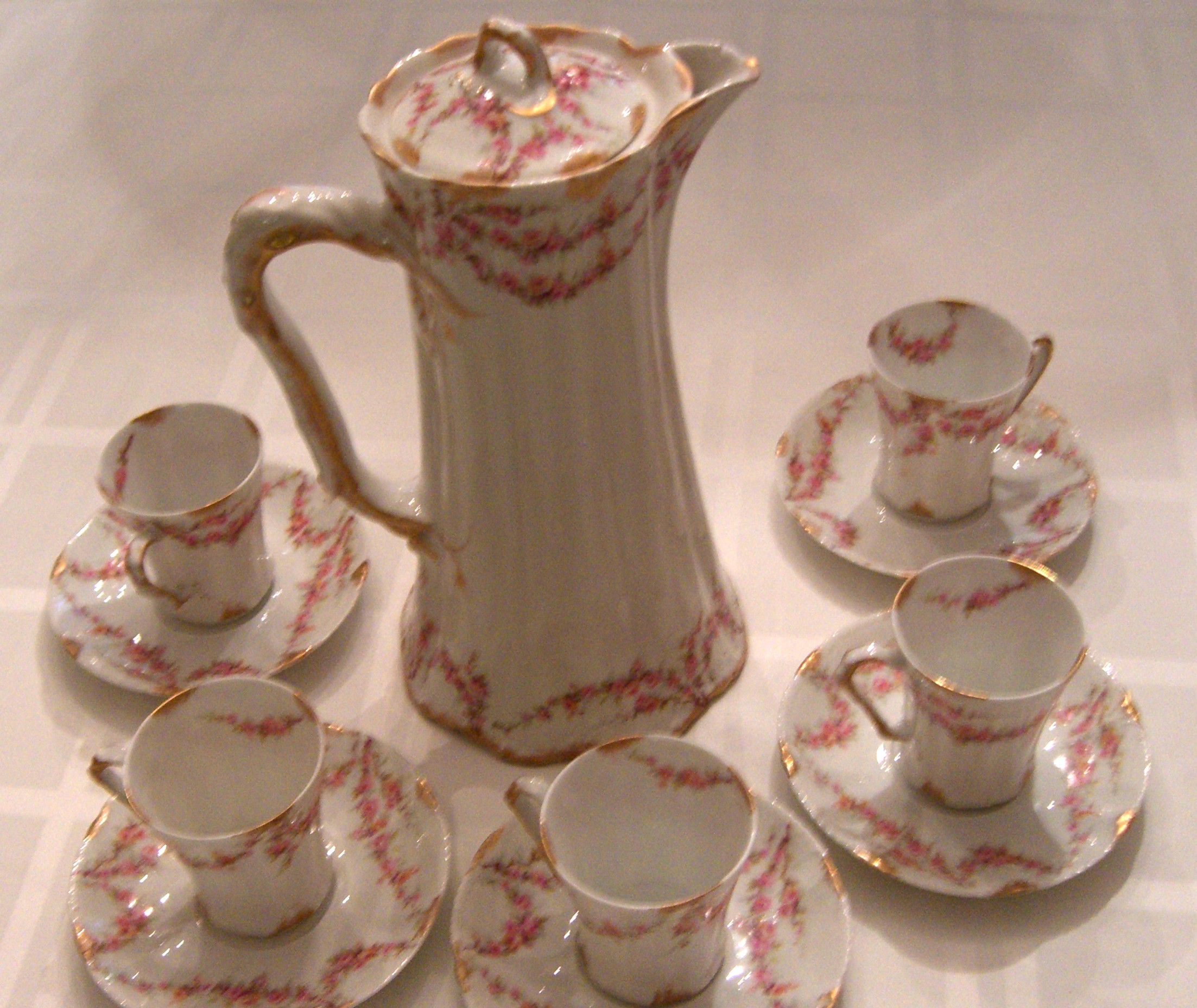
Фарфоровый сервиз для горячего шоколада работы Теодора Хевиленда, Лимож, ок. 1895—1905

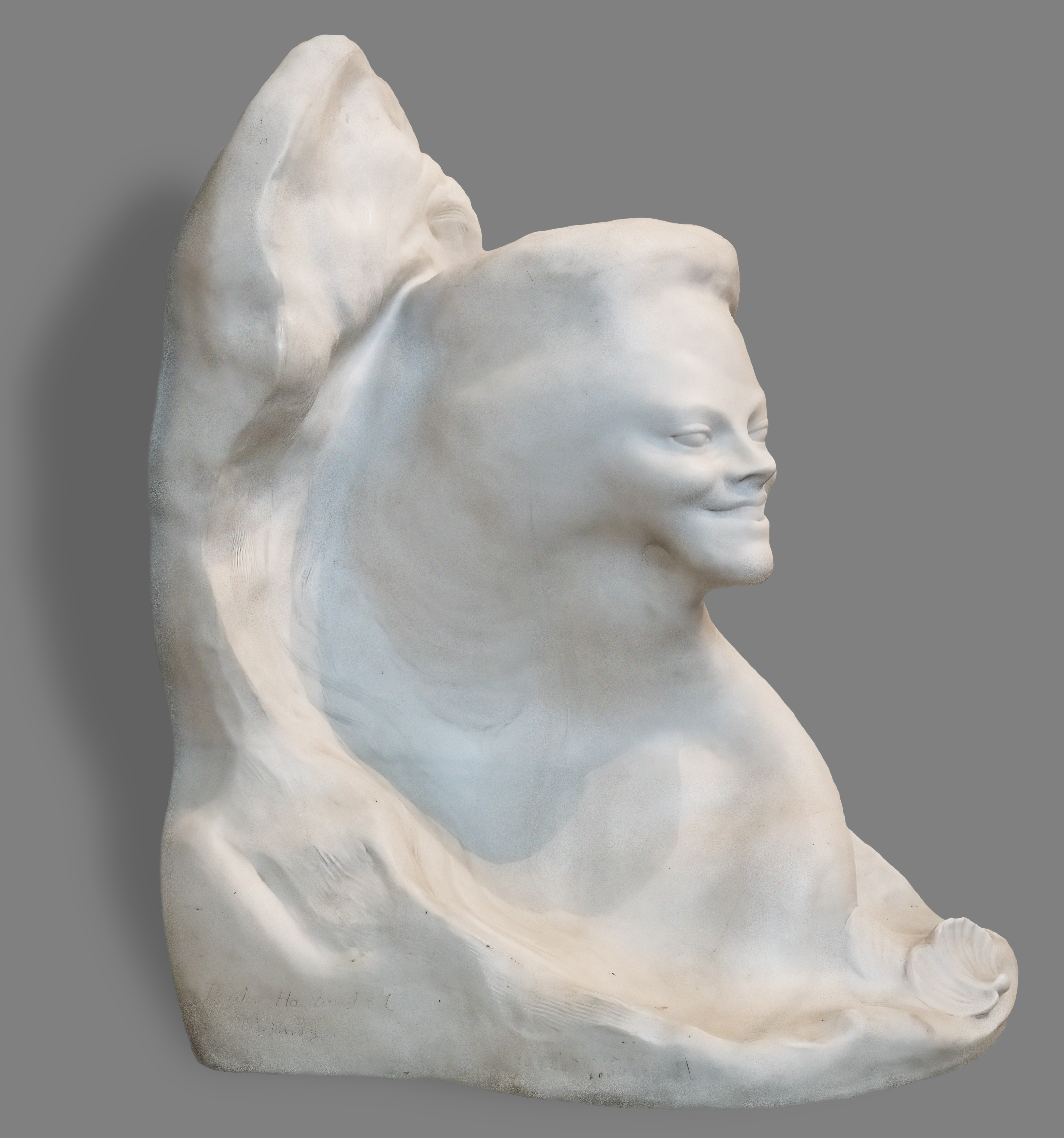
Бюст Жанны Авриль на волне 1898 года - Антуан Бурдель

Haviland & Co. — французское предприятие, производитель лиможского фарфора.

## История
Дэвид Хевиленд был американским предпринимателем, родом из Нью-Йорка, в сфере деловых интересов которого был фарфор. В поисках новых возможностей для бизнеса он приехал во французский город Лимож и уже в 1842 году он сумел отправить первые партии лиможского фарфора в Соединённые Штаты Америки. Важно отметить, что он сыграл ключевую роль в разработке и внедрении в 1873 году нового процесса декорирования изделий из фарфора.
В 1890 году сын Дэвида, Теодор Хевиленд, построил в Лиможе очень крупный завод, выделявшийся среди других местных фарфоровых фабрик. На этом заводе были внедрены новые технологии обжига и декорирования изделий из фарфора. После него компания Haviland находилась под контролем его внука, Уильяма Хевиленда, а затем и правнука Теодора Хевиленда II.

### Наше время
В наши дни компания Haviland & Co. по-прежнему находится в управлении семьи Хевиленд. Производственные мощности модернизированы и теперь, помимо фарфора, предприятие продает столовое серебро, хрусталь и подарочную продукцию. Компания Haviland & Co постоянно принимает участие в международных выставках.

## Фарфор
Фарфоровые изделия Haviland считаются одними из самых престижных изделий «лиможского фарфора». Множество предметов, изготовленных в прежние эпохи, по-прежнему существуют и считаются ценными коллекционными предметами. По оценкам, во всём мире сейчас насчитывается около 60 000 фарфоровых изделий Haviland. Однако, точную цифру установить затруднительно, поскольку множество изделий никогда не включались в каталоги и не получали отдельных наименований, к тому же заводские учётные архивы не полны. 
Попытки каталогизации изделий привели к появлению нескольких независимых систем, среди которых Номенклатура Шлейгера и неофициальные каталоги коллекционеров.

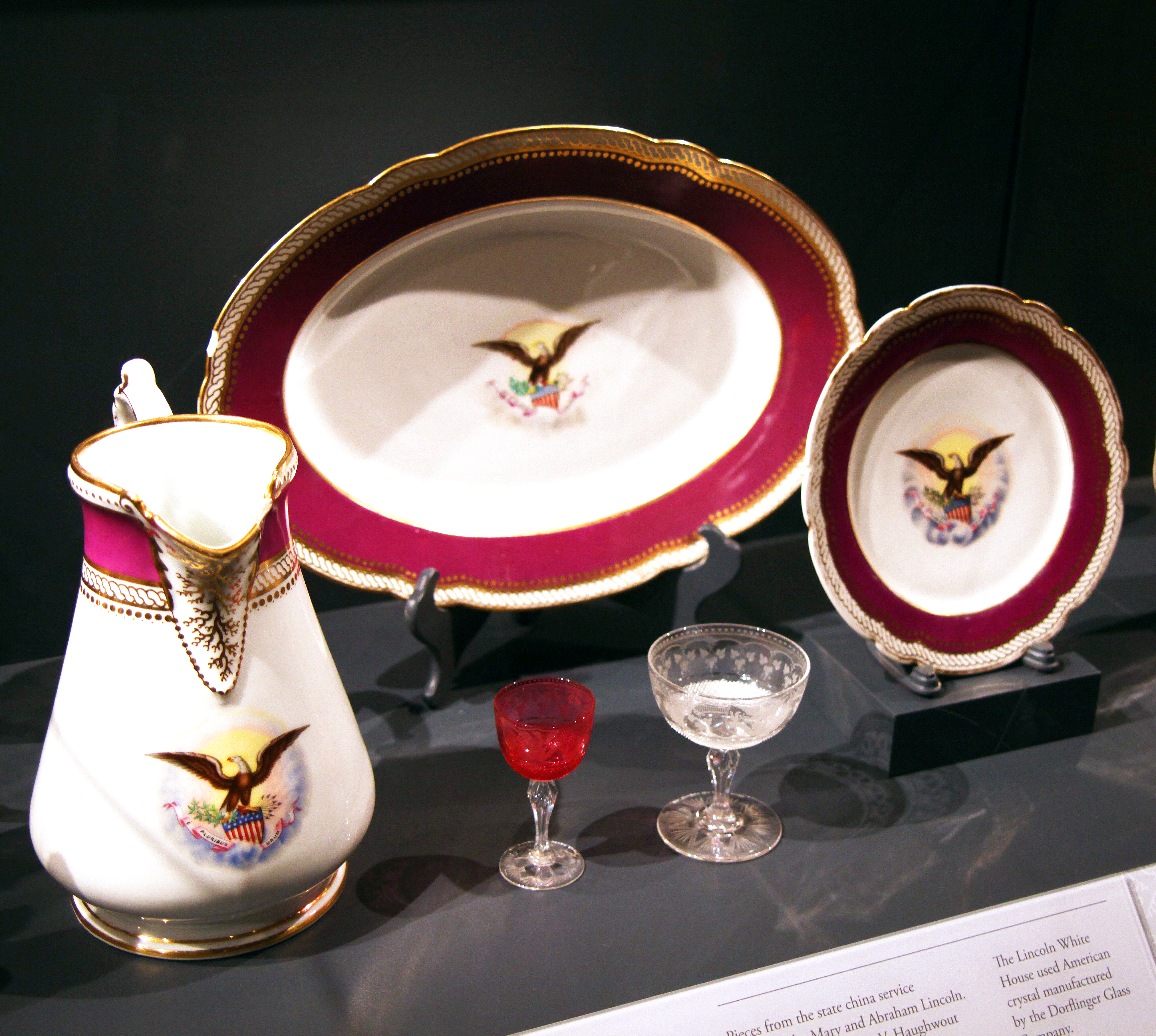
Набор для сервировки Белого дома 1861 год

### Номенклатура Шлейгера
Эта система нумерации была разработана Арленом Шлейгером в начале 1930-х годов и опубликована в 6 томах. Номенклатура содержит примерно 4000 предметов фарфора производства Haviland & Co.

### Известные работы
Предприятие Haviland выпустило множество известных изделий, среди которых:
- Серия фарфоровых изделий для Белого дома по заказу администрации Президента Линкольна[5].